# Grande Rota do Guadiana
De Grande Rota do Guadiana (GR-pad GR15) is een gemarkeerde wandelroute in de Portugese Algarve met een lengte van 78,5 km. De route loopt van Vila Real de Santo António in het uiterste zuidoosten naar Vascão in het uiterste noordoosten van de Algarve. De route loopt langs de Guadiana rivier, de grensrivier met Spanje. De route doorkruist drie gemeenten van de Algarve, namelijk Vila Real de Santo António, Castro Marim en Alcoutim en passeert 17 plaatsen. De route is verdeeld in vijf etappes, waarvan de eerste vier etappes tot Alcoutim tussen 13 en 21 km lang zijn. In Alcoutim is er aansluiting op de Via Algarviana.
De vijfde etappe, van Alcoutin naar Vascão, werd in 2019 aan de route toegevoegd. Deze etappe is niet voltooid en eindigt na 11,5 km bij de Rio Vascão (een zijrivier van de Guadiana) die hier ook de grens met Alentejo vormt. Toekomstige plannen omvatten de uitbreiding van de etappe naar Mértola in Alentejo. In Vascão staat men momenteel voor de keuze om terug te keren naar Alcoutin of op zichzelf langs de oevers van de Guadiana naar Mértola verder te gaan. In het laatste geval moet de Rio Vascão worden overgestoken, wat alleen mogelijk is in de zomer als het waterpeil laag is.